# Rio Habic
O Rio Habic é um rio da Romênia, afluente do Mureş, localizado no distrito de Mureş.